# Bougainville, Somme

Bougainville este o comună în departamentul Somme, Franța. În 1 ianuarie 2022 avea o populație de 395 de locuitori.